# Guanare
Guanare är delstatshuvudstad för delstaten Portuguesa i centrala-västra Venezuela och har omkring 170 000 invånare. Staden är belägen intill några mindre höjder på en öppen slätt mellan floderna Portuguesa och Guanare. Guanare är känd som Venezuelas spirituella huvudstad sedan Jungfru Maria enligt legenden ska ha visat sig för en indian i närheten av Guanare den 8 september 1652. Området präglas av odlingar och boskapsskötsel.

## Historia
Staden grundades sedan guvernör Diego de Osorio i mitten av 1589 var bekymrad över behov och utveckling av provinsen Venezuela. Han bedömde det vara nödvändigt att grundlägga en eller två städer i det vidsträckta området som låg söder om Barquisimeto och Tocuyo. Guvernören utsåg kapten Juan Fernandez de Leon för att etablera bosättningarna.
Under månaderna maj till oktober färdades Juan Fernandez mellan de olika städerna i Venezuela för att samla frivilliga för projektet. Han lyckades finna 58 personer, av vilka flera var vänner till kaptenen själv, vilka utrustade med det nödvändigaste gav sig av från Tocuyo och grundade staden Espíritu Santo del valle de San Juan den 3 november 1591. Staden drabbades hårt av epidemier och Juan Fernandez själv dog endast två år efter stadens grundande. Under 1700-talet flyttades staden något längre bort från floden Guanare, antagligen på grund av de återkommande epidemierna som kraftigt decimerat befolkningen och orsakat stor fattigdom.

## Klimat
|                                            | Jan | Feb  | Mar  | Apr  | Maj   | Jun   | Jul   | Aug   | Sep   | Okt   | Nov  | Dec  |
| ------------------------------------------ | --- | ---- | ---- | ---- | ----- | ----- | ----- | ----- | ----- | ----- | ---- | ---- |
| Normaldygnets maximitemperaturs medelvärde | 0   | 0    | 34   | 33   | 31    | 30    | 30    | 31    | 31    | 32    | 32   | 32   |
| Normaldygnets minimitemperaturs medelvärde | 0   | 0    | 0    | 24   | 23    | 22    | 22    | 22    | 22    | 22    | 22   | 21   |
|                                            |     |      |      |      |       |       |       |       |       |       |      |      |
| Nederbörd                                  | 4,3 | 21,3 | 21,9 | 87,3 | 163,3 | 178,5 | 175,1 | 140,0 | 153,1 | 114,3 | 77,0 | 21,1 |

| Diagram | temperaturer i °C • månadsnederbörd i mm • Källa: | temperaturer i °C • månadsnederbörd i mm • Källa: | temperaturer i °C • månadsnederbörd i mm • Källa: | temperaturer i °C • månadsnederbörd i mm • Källa: | temperaturer i °C • månadsnederbörd i mm • Källa: | temperaturer i °C • månadsnederbörd i mm • Källa: | temperaturer i °C • månadsnederbörd i mm • Källa: | temperaturer i °C • månadsnederbörd i mm • Källa: | temperaturer i °C • månadsnederbörd i mm • Källa: | temperaturer i °C • månadsnederbörd i mm • Källa: | temperaturer i °C • månadsnederbörd i mm • Källa: | temperaturer i °C • månadsnederbörd i mm • Källa: |
|         | 4 0                                               | 21 0                                              | 22 34 0                                           | 87 33 24                                          | 163 31 23                                         | 179 30 22                                         | 175 30 22                                         | 140 31 22                                         | 153 31 22                                         | 114 32 22                                         | 77 32 22                                          | 21 32 21                                          |

## Galleri

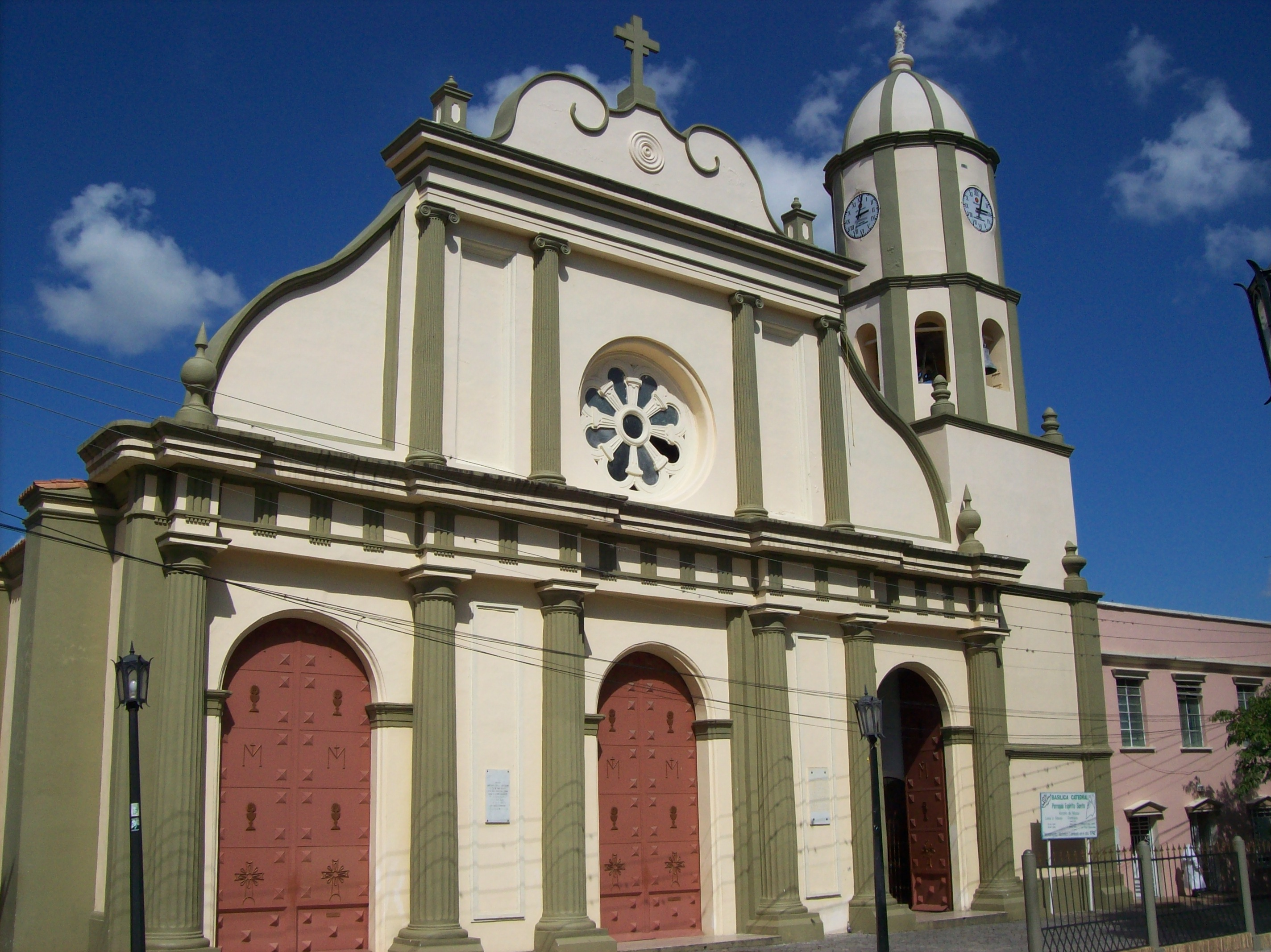
Stadens katedral
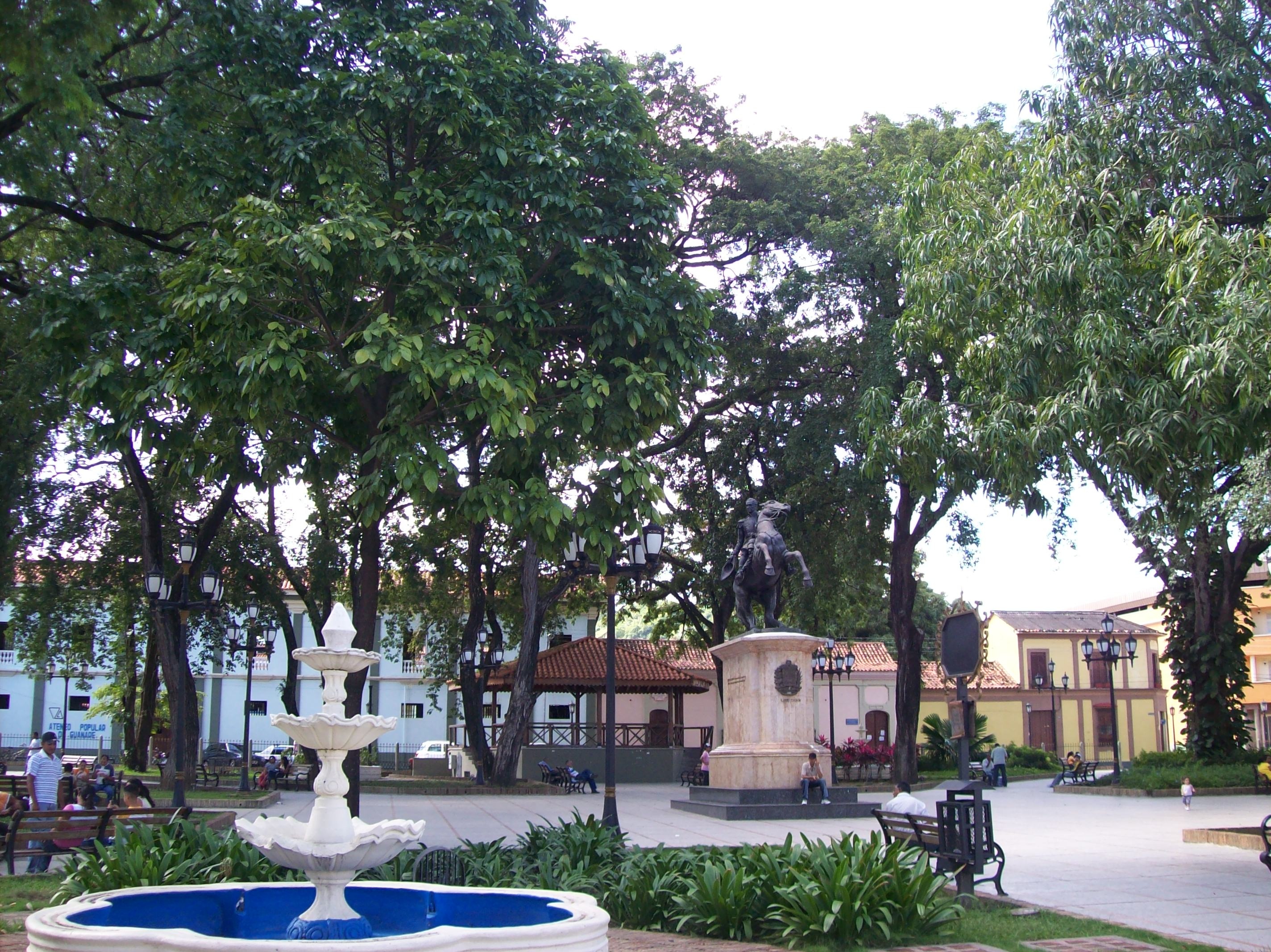
Plaza Bolívar de Guanare